# Saint-Jean-de-Cherbourg
Saint-Jean-de-Cherbourg es un municipio parroquial canadiense situado en la provincia de Quebec.

## Superficie
Saint-Jean-de-Cherbourg tiene una superficie de 113,96 km².

## Demografía
En 2021, tenía 163 habitantes, una densidad poblacional de 1,4 hab./km², y 93 viviendas.